# Incêndio na Estação da Luz em 1946

Chamas na Estação da Luz

Escombros após o incêndio

O incêndio na Estação da Luz em 1946 foi um incêndio de grandes proporções que destruiu quase todo o edifício, no dia 6 de novembro. Um inquérito especial foi aberto para investigar ocorrido.

## Legado
O incêndio foi lembrado retrospectivamente por jornais online após o incêndio no Museu da Língua Portuguesa em 2015.